# Тартрат железа(II)
Тартрат железа(II) — неорганическое соединение, 
соль железа и винной кислоты с формулой FeC4H4O6,
светло-зелёные кристаллы,
слабо растворяется в воде,
образует кристаллогидрат.

## Физические свойства
Тартрат железа(II) образует светло-зелёные кристаллы.
Образует кристаллогидрат состава FeC4H4O6•2,5 H2O.

## Применение
- Гомеопатическое монокомпонентное средство (антианемический препарат).